# Klyfthuvudspindel
Klyfthuvudspindel (Walckenaeria cucullata) är en spindelart som först beskrevs av Carl Ludwig Koch 1836.  Klyfthuvudspindel ingår i släktet Walckenaeria och familjen täckvävarspindlar. Arten är reproducerande i Sverige. Inga underarter finns listade i Catalogue of Life.